# Égliseneuve-près-Billom
Égliseneuve-près-Billom är en kommun i departementet Puy-de-Dôme i regionen Auvergne-Rhône-Alpes i centrala Frankrike. Kommunen ligger i kantonen Billom som tillhör arrondissementet Clermont-Ferrand. År 2022 hade Égliseneuve-près-Billom 894 invånare.

## Befolkningsutveckling
Antalet invånare i kommunen Égliseneuve-près-Billom
| Referens: INSEE |